# 朝バラ!
『朝バラ!』（あさバラ）は、 関西テレビで平日（月曜日から金曜日）に放送しているバラエティ・単発番組放送枠である。

## 放送時間
平日朝4:29 - 5:25

## ラインナップ
2019年10月現在
月曜日
4:29 - 5:25 発見!タカトシランド
火曜日
4:28 - 5:25 華丸・大吉のなんしようと?
水曜日
4:29 - 5:25 お笑いワイドショーマルコポロリ! [再]
木曜日
4:29 - 4:53 まいど!ジャーニィ〜
4:53 - 5:25 MATSUぼっち
金曜日
4:55 - 5:25 おかべろ [再]
※4:26 - 4:55はテレショップ枠
不定期
FNSドキュメンタリー大賞
UHB杯ジャンプ大会
釣りたガール! [再]
フォトぶら [再]

## 過去のラインナップ
月曜日
もしもツアーズ
火曜日
VS嵐 [再]
木曜日
モモコのOH!ソレ!み〜よ! [再]
曜日不定
めんたいぴりり